# Ernst Casimir II. zu Ysenburg und Büdingen
Fürst Ernst Casimir II. zu Ysenburg und Büdingen (* 14. Dezember 1806 in Büdingen; † 16. Februar 1861 ebenda) war der zweite Fürst zu Ysenburg und Büdingen, der Speziallinie Ysenburg-Büdingen-Büdingen.

## Leben
Ernst Casimir II. war der Sohn des Grafen und späteren Fürsten Ernst Casimir I. zu Ysenburg und Büdingen und der Gräfin Ferdinande zu Erbach-Schönberg.
Im Alter von zwölf Jahren wurde er an das königlich preußische Pädagogium in Halle geschickt. Nach bestandenem Maturum studierte er ab 1826 zunächst an der Universität Gießen und später an der Berliner Hochschule Geschichte und Archäologie. Zum Erlernen der französischen Sprache hielt er sich zeitweilig in Basel und Genf auf. Während seines Studiums wurde er in Gießen 1826 Mitglied des Corps Vandalia I.
Nach einigen Jahren in österreichischen Militärdiensten vermählte sich Ernst Casimir am 8. September 1836 mit Gräfin Thekla zu Erbach-Fürstenau. Mit ihr hatte er drei Söhne und zwei Töchter.
Am 1. November 1848 trat ihm sein Vater die Geschäfte der Standesherrschaft ab. Damit wurde er automatisch Mitglied der ersten Kammer der Landstände des Großherzogtums Hessen. Dieser hatte er bereits für seinen Vater ab 1841 angehört. Mit der Märzrevolution endete zunächst die Vertretung der Standesherren im Parlament und er schied 1849 aus der 1. Kammer aus. Nach dem Sieg der Reaktion wurden die Standesvorrechte wiederhergestellt und Ernst Casimir wurde von 1856 bis zu seinem Tode 1861 erneut Mitglied der ersten Kammer.
Als er nach langer und qualvoller Krankheit im Jahre 1861 starb, übernahm Erbprinz Bruno zu Ysenburg und Büdingen die Nachfolge als Fürst.